# Achada (escuna)
Achada foi um navio de guerra do tipo escuna operado pela Armada Imperial Brasileira. A embarcação foi construída à madeira e, em 1836, fazia parte da Estação Naval do Rio de Janeiro.